# Dulan (Vranje)
Pour les articles homonymes, voir Dulan.
Dulan (en serbe cyrillique : Дулан) est un village de Serbie situé sur le territoire de la Ville de Vranje, district de Pčinja. Au recensement de 2011, il comptait 57 habitants.

## Démographie
| 1948 | 1953 | 1961 | 1971 | 1981 | 1991 | 2002 | 2011 |
| ---- | ---- | ---- | ---- | ---- | ---- | ---- | ---- |
| 181  | 183  | 171  | 169  | 151  | 116  | 97   | 57   |

|  |